# 熱水
熱水（ねっすい）とは、高温の水のこと。
地質学的には、地下水のうち高温のものを指すが、温度について厳密な定義はない。摂氏100度以上の場合、それが気化した水蒸気を含めることもある。
特に溶存成分の多いものを熱水溶液ということもある。

## 概要
多くは地表からの浸透水（天水）や化石海水が地熱によって加熱されて生成する。地下のマグマから分離した水が冷えきらずに熱水溶液として滞留することもある。プレート沈み込み境界付近で沈み込んだ海洋地殻の岩石から脱水したものが上昇してくる場合もあると考えられている。
このような水には周囲の岩盤の圧力がかかっているため、摂氏100度を超えても液体であることが珍しくなく、摂氏300度を超えて超臨界状態になることもあると考えられている。
熱水は周囲の岩石と化学反応を起こすため、両者の成分が変化し、岩石の成分の一部が熱水に取り込まれる（溶解）。こうした熱水が岩盤の隙間を上昇するなどの原因で冷却または減圧すると、溶存成分が化学的に沈殿し、熱水鉱脈が形成される。この沈殿物に金属などの有用成分が充分に含まれていれば熱水鉱床とよぶ。また岩石にもともと含まれていた鉱物も別の鉱物（主に粘土鉱物）になるなど、岩石そのものが変化する。これを熱水変質という。

## 熱水鉱床
熱水溶液には、比較的融点が低い、金、銀、鉛、水銀など工業的に有用な金属が取り込まれていることが多く、熱水鉱床は貴重な鉱物資源として、鉱山開発が進められてきた。
岩石が熱水変質によってほとんど粘土鉱物になったり（粘土化）、珪酸（SiO2、非晶質～結晶質）になったり（珪化）することも多く、良質であれば粘土鉱床や珪石鉱床として利用される。

## 地熱エネルギー利用
熱水の溶存成分が少なくても、温度や圧力が充分高く、地表に取り出した段階で高温高圧の水蒸気の状態であれば、その水蒸気でタービンを回転させて発電することができる（地熱発電）。低温のものは温泉などの形で直接利用される。